# Avión invisible (historieta)
El Avión Invisible (comúnmente conocido como el Jet Invisible) es el modo de transporte venerable, aunque ahora poco utilizado, de la superheroína ficticia de DC Comics, Mujer Maravilla. Creado por William Moulton Marston como una alegoría de cómo las mujeres de la Era de la Depresión en adelante habían llegado fácilmente al lugar de trabajo dominado por los hombres en masa, sin oposición, con la emoción de conformidad femenina más preparada de esas mujeres, entre otros factores, lo que lo hizo posible. Apareció por primera vez en Sensation Comics # 1 (enero de 1942).

## Historia original
La versión Pre-Crisis del avión invisible era una necesidad porque antes de Crisis on Infinite Earths se reescribió la historia de Wonder Woman, junto con las historias de muchos otros héroes, Wonder Woman simplemente no podía volar. Se hizo cada vez más poderosa a través de la Edad de Plata de los cómics y más allá, adquiriendo el poder de montar corrientes de viento, lo que le permitió imitar el vuelo en distancias cortas. Sin embargo, esto tenía limitaciones; por ejemplo, si no hubiera viento y el aire estuviera completamente quieto, ella quedaría atrapada en el suelo o si se dejaba caer desde una distancia, caería impotentemente fuera de control al suelo. Aunque esto significaba que confiaría en el plano invisible con menos frecuencia, siempre lo necesitaba.
El Avión Invisible fue una creación de Diana durante sus años de juventud en la Isla Paraíso. Ella lo creó para ser una mejora en los aviones de su madre que serían derribados en el Mundo del Hombre. El resultado de su innovación fue un avión invisible que podía volar a velocidades terribles en silencio y no ser detectado por fuerzas hostiles, evitando así desagradables conflictos. Inicialmente, fue retratado como transparente.
El Avión Invisible apareció en las primeras historias cómicas, incluido All-Star Comics # 8, donde se muestra que puede volar a más de 2000 millas por hora (MPH) y enviar rayos de arco iris que penetran la niebla alrededor de Isla Paraíso, además de aterrizar sigilosamente y tener una radio incorporada. Se ve a Wonder Woman guardando el avión en una granja abandonada cerca de Washington D. C., en el granero; ella va allí como el teniente Prince y se cambia de ropa en algunos de los primeros cuentos. Aunque nunca se declaró explícitamente, el avión presumiblemente se almacena allí cuando no se usa durante el resto de la era anterior a la crisis. En una historia hecha poco después, vuela a 40 millas por segundo.
Poco después, las capacidades telepáticas de la tiara de Wonder Woman le permiten convocarla, a menudo para flotar o pasar por el Departamento de Guerra, y saldría por una escalera de cuerda. Utiliza el avión para volar al espacio exterior y con frecuencia transporta a Etta Candy y las Holliday Girls, Steve Trevor u otros. Durante la década de 1950, el avión se convirtió en un jet y, a menudo, se le mostraba volando sobre la oficina de la teniente Prince; se quitó el uniforme a gran velocidad y se subió al avión. Aunque el avión se describió como semitransparente para la conveniencia del lector, el diálogo en la historia indicó que en realidad era completamente invisible, o al menos capaz de volverse así a medida que surgía la necesidad. (DC Comics Presenta... # 41)
Wonder Woman continuó usando el avión para transporte de supervelocidad, espacio exterior y multidimensional hasta la era sin motor de Diana Prince. Cuando Wonder Woman reanudó las operaciones con superpoderes y disfraces en 1973, continuó usando el jet como antes, pero se deslizó sobre las corrientes de aire en distancias cortas. En un momento, Afrodita le otorgó al avión el poder de volar más rápido que la velocidad de la luz para cualquier viaje interestelar que pudiera emprender su campeón. (Wonder Woman Vol. 1 # 261) Gracias a los retoques de los gremlins, el avión incluso desarrolló inteligencia y poder hablar. (Wonder Woman Vol. 1 # 312) El avión demostró ser un buen amigo, ansioso por ayudar a su "amante" ya sus seres queridos de cualquier manera posible. Se llevaba especialmente bien con Steve Trevor.

## Historia posterior
En la versión Post-Crisis del Universo DC, Wonder Woman puede volar, independientemente de las corrientes de viento, por lo que tiene poca necesidad del Avión Invisible. La historia del avión también se ha revisado posteriormente.
El origen de la versión de la Edad Moderna del Jet Invisible se relató durante la carrera de Wonder Woman de John Byrne con información más detallada en Wonder Woman Secret Files # 1.
El ser que un día se llamaría el Avión Invisible comenzó su vida como un "cristal morphing" alienígena que rodeaba un planeta distante con su "familia", otros cristales morphing que se denominan colectivamente el Anillo. En su estado natural, el Avión y sus compañeros del Anillo se asemejan a huevos hechos de plástico semitransparente. Con el tiempo, se separó de su familia y fue encontrado por los Lansinarians, una raza subterránea ciega que vivía debajo de la Antártida. Los lansinarianos no pudieron reaccionar con la suficiente rapidez a los cambios en su entorno. Por lo tanto, desarrollaron el cristal morphing que habían encontrado en un dispositivo de soporte vital que satisfacía sus necesidades. Estos seres luego otorgan el dispositivo a Wonder Woman en agradecimiento por salvarlos. El avión, que posee una sofisticada inteligencia artificial, responde a los pensamientos de Wonder Woman. Es capaz de hacerse invisible y alterar su forma, transformándose en cualquier forma de vehículo que desee su portador, ya sea un jet, un submarino, una motocicleta o un carro tirado por caballos.
Wonder Woman, sin embargo, inicialmente no sabía que su Avión Invisible no solo estaba vivo, sino que era bastante consciente de que su amante lo estaba tratando como una herramienta sin vida.
Careciendo del poder de su hija para volar y tomando la encarnación original de la Edad de Oro de su hija, la madre de Wonder Woman, Hippolyta, hace un buen uso del avión durante su viaje en el tiempo como la Mujer Maravilla de la década de 1940. Para adaptarse a la época, quiso que el dispositivo asumiera la forma de un avión propulsado por hélice y adoptó la apariencia del plano invisible original de los cómics anteriores. Después de su regreso a los tiempos modernos, el Plano comienza una vez más a mostrar una personalidad y, al igual que su encarnación anterior, finalmente desarrolla el poder de hablar. Cuando un villano manipula los sentimientos de ira del avión por haber sido ignorado durante tantos años, independientemente del servicio fiel, ataca a Wonder Woman y sus amigos. Pero después de darse cuenta de lo que había hecho, muestra su capacidad de remordimiento y trató de enmendarlo transformándose en una base flotante sobre Gateway City por su ama. Al ser un buen amigo, aunque en su mayoría silencioso y sin rostro, el avión recibe un nombre propio: WonderDome. Más tarde, la tecnología de Dome también se incorpora a la ciudad de Themyscira, de las Amazonas, tras su reconstrucción a raíz de la Guerra Imperiex. Dome incluso se reúne con miembros de su familia perdida en un momento dado.
En Wonder Woman # 201 (por Greg Rucka), Dome se sacrifica para evitar que un maremoto mate a miles de personas inocentes. Habiendo "muerto" para salvar a tantos, Dome es ahora el equivalente a un cadáver humano. Si bien todavía puede funcionar en su forma tradicional del avión invisible, ya no puede alterar su forma y ahora es un objeto inanimado sin vida que no es ni inteligente ni consciente de sí mismo.

### Especificaciones
- Originalmente, se suponía que el avión era silencioso y se movía a velocidades supersónicas.
- Fue creado para sintonizarse con su usuario y su entorno. La embarcación responde adecuadamente y puede tomar la forma de cualquier vehículo de tierra, agua y más allá (un submarino o cohete). Como se ve en su paso como WonderDome, incluso podría convertirse en una fortaleza voladora.
- Tiene el poder de ser indetectable por el radar o el ojo humano y la capacidad de cambiar de su "modo transparente" de cristal a la invisibilidad completa, lo que hace que tanto él como sus ocupantes sean realmente invisibles, en forma de verdadera tecnología de dispositivo de camuflaje.
- El chorro invisible se impulsa aprovechando las partículas gravitacionales. De esta manera también protege a sus pasajeros de las fuerzas de aceleración repentina.
- En el espacio exterior, la nave puede extruir una parte de sí misma alrededor de Wonder Woman. Sin tomar aire adicional, puede procesar el propio oxígeno exhalado para permitir respirar durante 20 minutos. Puede sentir los pensamientos de Wonder Woman y responderá a sus necesidades.
- Arsenal: el jet invisible puede dar forma a armas de proyectiles con su propia sustancia, pero al hacerlo, se agota la cantidad de material en el recipiente. Cuando ocurre tal agotamiento, la nave puede regenerarse lentamente. Esta función debe evitarse y utilizarse solo cuando sea absolutamente necesario como último recurso.
- Aunque Wonder Woman posee el poder de volar, el jet invisible es muy útil, ya que contiene ciertos equipos a bordo, sirve como refugio protector, transporta la carga de Wonder Woman y, por supuesto, la vuelve invisible para misiones de sigilo.

## Apariciones en otros medios

### Televisión

#### Acción en vivo
- Un avión de tamaño completo apareció en la serie televisiva de la Mujer Maravilla y se mostró varias veces durante la era de la Segunda Guerra Mundial. Apareció como un jet en dos episodios de la serie CBS, ambientada en la década de 1970, antes de desaparecer. Tras su desaparición, Wonder Woman corre a velocidades increíbles, saltando grandes distancias, o incluso se cambia de vestuario y se dirige a su destino en moto.
- En el episodio de Supergirl, "Bienvenido a la Tierra", se hace una referencia velada al avión cuando el Presidente de los Estados Unidos (interpretado por Lynda Carter, quien interpretó a Wonder Woman en la serie de acción real) le dice a Supergirl "deberías ver mi otro jet ".

#### Animación
- El Avión Invisible es una característica habitual del programa de dibujos animados Súper Amigos; Wonder Woman lleva a Aquaman y los Gemelos Fantásticos con regularidad. En Challenge of the Super Friends, el jet invisible se muestra usando proyectiles de lazo dorado.
- El Avión Invisible ha aparecido en la serie animada Liga de la Justicia Ilimitada. Tenía un origen separado que se suponía que se había contado en una película de televisión animada, Justice League: Worlds Collide, pero la función nunca se produjo. Si se hubiera producido, también habría explicado cómo la lista de League se expandiría y se transformaría en Justice League Unlimited . En 2007 Wonder Con en San Francisco, California, Bruce Timm anunció que Justice League: Worlds Collide podría producirse en los próximos años. Este no fue el caso, y la película nunca se hizo, pero la historia del origen del avión invisible destinado a Worlds Collide. Más tarde se trabajó en la película independiente Justice League: Crisis on Two Earths, como se indica a continuación.
- Wonder Woman y su avión invisible aparecen en el episodio 2011 de Batman: The Brave and the Bold, "Scorn of the Star Sapphire!"
- El avión aparece en Teen Titans Go! en un especial de dos partes donde los Jóvenes Titanes imitan a la Liga de la Justicia.
- En la serie animada de 2016 Justice League Action, Booster Gold hace referencia al jet en el Episodio 47: Watchtower Tours.
- El avión aparece en el episodio "Bachelorette" de la serie web Harley Quinn de 2019. Se utiliza como avión de pasajeros que lleva a los visitantes de ida y vuelta a Themyscira, que se había convertido en un restaurante.
- En la serie animada de 2019 Scooby-Doo and Guess Who?, aparece en el episodio "¡El Scooby de las mil caras!", donde Scooby Doo va al jet invisible con Wonder Woman.

### Película
- En la película animada de 2009 Wonder Woman, Diana recibe un avión invisible para transportar a Steve Trevor de regreso al mundo exterior después de que aterriza en su isla y la configuración de su casco está modelada conscientemente a partir del avión de combate de Trevor. En esta versión es un caza furtivo e incluso sus misiles son invisibles. Nunca se da ninguna explicación sobre el origen del avión invisible.
- En la película animada de 2010 Justice League: Crisis on Two Earths, Wonder Woman se apodera de un avión de ataque de Owlman (una versión malvada de Batman) mientras que la Liga de la Justicia está en una Tierra paralela dominada por sus contrapartes malvadas, el Sindicato del Crimen. Durante la batalla, el dispositivo de camuflaje del avión (el "Circuito Camaleón") se corta mientras aún está en uso, colocando el vehículo en modo "camuflaje" de forma permanente. Después de la finalización exitosa de la misión, Wonder Woman mantiene el avión invisible como "botín de guerra".
- En la película Green Lantern de 2011, Hal Jordan le da a su sobrino Jason un modelo de avión de juguete transparente de cristal que alude al Avión Invisible.
- En The Lego Movie durante un ataque en el que el Batmóvil es destruido, Wonder Woman dice "¡Al Jet Invisible!"; también se destruye después. Esta frase es una parodia del eslogan de Batman de la serie de televisión de acción en vivo de 1960 Batman.
- En la película animada de 2019 Wonder Woman: Bloodlines, el jet es un nuevo jet furtivo para la Fuerza Aérea de los EE. UU., Con una superficie de camuflaje activo, que Etta Candy se apropió en secreto para el uso de Wonder Woman y Steve Trevor.
- En la película Wonder Woman 1984 (2020), Diana Prince y Steve Trevor toman un cazabombardero (en la película representado por un avión ficticio basado en partes de la cabina de un F-111 Aardvark y el fuselaje, las alas y la cola del Panavia Tornado GR1 - Reg ZA355) para volar a Egipto. Cuando es detectada por un radar, Diana hace que el avión sea invisible usando sus habilidades de semidiosa, ya que su padre, el dios griego Zeus, escondió a Themyscira.
- En DC Liga de Supermascotas (2022), Krypto, Ace y el resto de las supermascotas intentaron usar el jet invisible de Wonder Woman para llegar a la isla de Stryker y evitar que Lulu liberara a Lex Luthor, solo para ser derribados por Whiskers. La mordaza recurrente en la película era que se describía que el avión en realidad era más transparente que invisible.

### Videojuegos
- El Avión Invisible aparece en Lego Batman: The Movie - DC Super Heroes Unite.

### Spoofs
- El 1 de abril de 2015, el Smithsonian tuvo una vista limitada de un día del avión.
- En algunos episodios de Bob Esponja, el botemóvil invisible de Mermaid Man y Barnacle Boy simula directamente tanto el avión invisible como el Batmobile de Batman.
- El avión hizo una breve aparición en Padre de familia.
- Se supone que el avión aparece en la serie 'Total Drama', en la que un personaje se hace pasar por Wonder Woman y comenta cuando otro personaje pisa su Jet Invisible.

### Serie web
- El Avión Invisible aparece en la serie web DC Super Hero Girls, episodio ¿Oye, dónde está mi jet invisible?.